# À perdre la raison
À perdre la raison, auch À perdre la raison – Unsere Kinder, ist ein Filmdrama von Joachim Lafosse aus dem Jahr 2012. Der Film beruht auf der Lebensgeschichte der mehrfachen Kindesmörderin Geneviève Lhermitte.

## Handlung
Der Film beginnt in einem Krankenhaus. Eine Frau liegt im Bett und bittet immer wieder darum, man möge ihre Kinder in Marokko beerdigen. Dann wird in einer Rückblende ihre Geschichte erzählt.
Murielle und Mounir sind bis über beide Ohren verliebt. Mounir lebt seit 20 Jahren im Haus von André Pinget, der ihn als Kind aus Marokko nach Frankreich mitgebracht und adoptiert hat. Albert ist Arzt und sehr wohlhabend. Albert hat Mounirs Schwester geheiratet, eine Scheinehe, die der Frau den dauerhaften Aufenthalt in Frankreich ermöglicht. Als Murielle und Mounir heiraten wollen, bietet ihnen der Arzt an, in sein Haus einzuziehen, was das Paar dankbar annimmt. Bald kommt das erste Kind, zwei weitere folgen. Albert unterstützt die Familie nicht nur finanziell, sondern nimmt sich auch immer mehr der Kinder an.
Im Haus mit drei kleinen Kindern wird es eng, und Murielle fühlt sich erdrückt von der ständigen Anwesenheit und Fürsorge Alberts. Als sie zum vierten Mal schwanger wird, verfällt sie in Depression und muss ihre Arbeit aufgeben. André überweist sie an eine Psychotherapeutin. Mounir ist oft nicht zu Hause, Murielle fühlt sich alleine gelassen. In ihren Tagträumen stellt sie sich ein anderes, schöneres Leben in Marokko vor. Auch wird ihr das enge Verhältnis zwischen ihrem Ehemann und Albert immer mehr zum Problem. Als sie die beiden Männer darauf anspricht, blockt Mounir ab, und Albert reagiert gereizt. Unter dem steigenden Leidensdruck entgleitet sie mehr und mehr der Realität. Schließlich kommt es zu der schrecklichen Bluttat an ihren Kindern.

## Produktion
Die Produktionskosten beliefen sich auf 7,2 Millionen US-Dollar.

### Drehbuch
Mit À perdre la raison verarbeitete Joachim Lafosse den „Fall Lhermitte“. 2007 ermordete die frühere Lehrerin und Hausfrau Geneviève Lhermitte ihre fünf Kinder. Die Familie lebte unter einem Dach mit einem Arzt, dem Besitzer des Hauses, Adoptivvater des Ehemanns und Pate der Kinder.
Am Drehbuch beteiligt waren neben dem Regisseur auch der belgische Filmkritiker und Drehbuchautor Matthieu Reynaert und der französische Autor und Filmproduzent Thomas Bidegain, die zweieinhalb Jahre an dem Script arbeiteten.
Als die Dreharbeiten schon angelaufen waren, versuchten der Ehemann von Geneviève Lhermitte und der Arzt die Produktion des Films zu verhindern bzw. Einfluss auf den Film zu nehmen, konnten sich jedoch vor Gericht mit ihrer Argumentation nicht durchsetzen.

### Musik
Verantwortlich für die Filmmusik zeichnete der Schweizer Musikwissenschaftler Adriano Giardina, für ihn die erste Zusammenarbeit mit einem Filmregisseur.
Trackliste
- Femmes je vous aime, mit Julien Clerc
- Mentre io godo (Aria della Speranza) aus: Il Giardino di Rose (Oratorio La Santissima Vergine del Rosario); mit Cecilia Bartoli und Les musiciens du Louvre, Leitung Marc Minkowski
- Pietro Locatelli: Concerto Il a quattro in c-moll, Largo; Freiburger Barockorchester, Leitung Gottfried von der Goltz
- Ils s’aiment; mit Daniel Lavoie und Daniel Deschenes
- Antonio Caldara: Per il martel pianto mio, Arie aus dem Oratorium Maddalena ai piedi di Cristo; Maria Cristina Kiehr und das Orchester der Schola Cantorum Basiliensis, Leitung René Jacobs
- Alessandro Scarlatti: La Maddalena no 35; Europa Galante, Leitung Fabio Biondi
- Joseph Haydn: Fac me vere tecum flere, Arie aus: „Stabat Mater“; The English Concert and Choir, Leitung Trevor Pinnock

## Veröffentlichung
Premiere des Films war am 22. Mai 2012 in Cannes, wo er in der Reihe A certain regard vorgestellt wurde. Anschließend lief er weltweit auf zahlreichen Filmfestivals. Deutschland-Premiere unter dem Titel Unsere Kinder  war am 28. September 2012 auf dem Filmfest Hamburg. Kinostart in Deutschland war der 4. April 2013, die deutsche TV-Premiere am 2. März 2020 auf arte.
2013 brachte SACEM eine DVD-Cassette in französischer Sprache mit französischen Untertiteln für Hörbehinderte heraus sowie eine weitere CD mit umfangreichem Bonusmaterial.

## Auszeichnungen
Der Film gewann neun Filmpreise und wurde für zwölf weitere nominiert. Die Hauptdarstellerin Émilie Dequenne wurde 2012 in Cannes als beste Hauptdarstellerin mit dem Certain Regard ausgezeichnet, gewann den Magritte, den FIPRESCI-Preis beim Palm Springs International Film Festival und wurde für den Europäischen Filmpreis nominiert.

## Kritik
Bei seiner Premiere in Cannes fand der Film eine breite Zustimmung bei den Kritikern. Allgemein gelobt wurde die herausragende Leistung der drei Hauptdarsteller.
Marine Hemmer von der Zeitung „Luxemburger Wort“ schreibt zu dem Film: „Was nur kurz durch die Gazetten geisterte, ist für Lafosse Ausgangspunkt für ein Psychogramm, das so minutiös es auch sein mag, viele Grauzonen offen lässt. Auch wenn die juristische Schuldfrage von vornherein geklärt ist, eine moralische Antwort hält der Film dem Zuschauer bewusst vor.“
Frédéric Jaeger vom Filmportal critic.de lobt zunächst die „exzellenten Schauspielführung“ des Regisseurs, der hier zum ersten Mal mit erfahrenen Schauspielern in den Hauptrollen gearbeitet habe. Seinen „sezierenden Blick“, der seine bisherigen Arbeiten ausgezeichnet habe, habe er jedoch verloren. Wo bisher seine Filme eine Unmittelbarkeit atmeten […] wirke nun alles etwas zu stark konstruiert. Der Film entgleite „in eine drogeninduzierte Schwebe, die alles gleichgültig werden lässt“.